# SD 건담 월드 삼국창걸전
《SD 건담 월드 삼국창걸전》(일본어: SDガンダムワールド 三国創傑伝, Superior Defender Gundam Force Sangoku Soketsuen)는 삼국지연의를 소재로 한 로봇 애니메이션이다.

## 개요
선라이즈의 『기동전사 건담 40주년 프로젝트 』의 일환으로 전개하고 『BB전사 삼국전』은 설정을 일신한 새로운 삼국지 연의를 모티브로 한 SD 시리즈. 홍콩, 대만, 한국을 비롯한 세계 14개국 이상의 일본 국외에서 미디어 전개가 펼쳐진다.